# Nice-matin
Nice-matin – francuski dziennik regionalny, założony w 1944 w Nicei. Swoim zasięgiem obejmuje departament Alpy Nadmorskie (PACA). Jego średni dzienny nakład w 2005 wyniósł 122,7 tys. Według badań czytelnictwa każde jego wydanie czyta 364 tys. osób. 
Dziennik wydawany jest przez grupę wydawniczą Groupe Nice-matin (wchodzi w skład koncernu medialnego Lagardère), która wydaje również dzienniki Var-matin i Corse-matin.
Jego nazwa w języku francuskim oznacza "Nicea rano".